# 東員町スポーツ公園
東員町スポーツ公園（とういんちょうスポーツこうえん、Toin Town Sports Park）は、三重県員弁郡東員町北大社にある都市公園（運動公園）である。日本フットボールリーグに所属するヴィアティン三重のホームグラウンドの一つである東員町スポーツ公園陸上競技場がある。

## 概要
野球場・陸上競技場・テニスコート・町民プールからなる公園である。
陸上競技場は町が所有する国内唯一の三種公認陸上競技場である。

## 施設
- 東員町スポーツ公園陸上競技場
- 東員町中央球場
- 東員町中央テニスコート
- 東員町民プール

## 交通アクセス
- 鉄道
  - 三岐鉄道北勢線 東員駅 徒歩20分
- 車
  - 東員ICから約5分

## 周辺
- 東員町総合文化センター
- 東員町役場
- 中部公園